# Pieter Webeling
Pieter Webeling (* 1965 in Den Helder) ist ein niederländischer Journalist und Romanautor.     

## Leben
Pieter Webeling begann als Journalist bei der Zeitung HP/De Tijd, seit 1991 ist er freiberuflicher Journalist und Interviewer für  De Volkskrant und andere Zeitungen. Er arbeitet außerdem als Redenschreiber, Tagungsleiter und Gesprächsmoderator. Mit Frénk van der Linden schreibt er über Jahre schon die Serie 34-vragen für das Magazin Nieuwe Revu. Daraus sind verschiedene Teile auch als Buch erschienen. Die beiden sind 1998 mit dem LOF-prijs voor Tijdschriftjournalistiek ausgezeichnet worden. 
Im Oktober 2008 erschien sein Debütroman Veertig Dagen, im Oktober 2010 sein zweiter Roman De lach en de dood. Der 2013 in deutscher Übersetzung erschienene Roman Das Lachen und der Tod fand beim Rezensenten Oliver Jungen in der FAZ nur eine verhaltene Aufnahme. Der Roman handelt über einen Komiker unter den Häftlingen im KZ Auschwitz. Wie man den Sieg des Humors und des Humanen über den Schmerz inszenieren könne, das habe Roberto Benigni gezeigt, Webeling habe dem nichts hinzufügen können.

## Werke (Auswahl)
- Het uur van de vlinder : Roman
  - 'Die Stunde des Schmetterlings :aus dem Niederländischen von Christiane Burckhardt, Blessing, München 2016,  ISBN 978-3-89667-464-7.
- mit Frénk van der Linden: Maarten zonder masker. Amsterdam : Maarten!, cop.,  2013
- De lach en de dood : Roman. Amsterdam : Cossee, 2010
  - Das Lachen und der Tod. Roman. Aus dem Niederländischen von Christine Burkhardt. Blessing, München 2013, ISBN 978-3-453-41811-0.
- Veertig dagen : Roman. Amsterdam : Cossee, 2008
- De 5 grote emoties : interviews.  Amsterdam : Contact, 2002
- mit Eva Hilhorst: De voetballende accountant : en andere portretten van het vrije beroep. Amsterdam : Looka Book, 2000
- mit Louki Stolte: Vrouwenladder : elf vakvrouwen over de eerste baan. Amsterdam : Lookabook 1999
- Bloeiende zaken? : ondernemende verhalen. Amsterdam : Looka Book, 1998
- mit Frénk van der Linden: Paarse striptease : ontmaskerende ontmoetingen met Haagse helden. Amsterdam/Antwerpen : L.J. Veen, 1998.
- OogApple : elf liefdesverklaringen aan de Mac. Amsterdam : LookaBook, 1998.
- Werktuig : dertien coryfeeën over hun geliefde gereedschap. Bussum : Novella, 1994.